# 同安之役
同安之役，南明永历二年（清世祖顺治五年，1648年），清军和南明将领郑成功争夺福建同安城的作战。
1646年，郑成功于家乡同安安平镇举兵抗清，其父郑芝龙旧属、南明隆武朝文臣武将及闽浙沿海抗清之士，都投向郑成功旗下，在福建沿海抗清。1648年四月初十日，郑成功率领部将洪习山、甘辉等进攻福建同安县。清军副将廉彪、游击折光秋引兵出城迎敌，被击败退入城中。四月十八日，郑军直抵城下，清朝知县张效龄和廉彪、折光秋带着残兵败卒弃城而逃。郑成功入城后出令安民，委任叶翼云为同安知县，陈鼎为教谕，号召诸生起义勤王，劝谕百姓缴纳粮饷。八月，清军以郑成功主力在铜山（今福建东山）练兵之机，靖南将军陈泰、浙闽总督陈锦和福建提督赵国祚派军进攻同安城，守军将士奋勇抵抗，寡不敢众，城破，将领邱缙、林壮猷，金作裕等战死。郑成功听说同安告急，率领水师回救，正好北风大作，难以行船，五天后抵达金门，当时同安已经陷落。郑成功于是移师铜山，遣使奉表南明永历帝朱由榔，继续进行抗清作战。